# لاگونا دبی

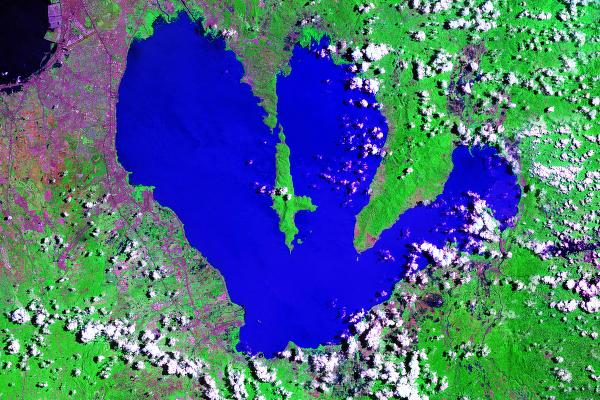

لاگونا دبی (فیلیپینی: Lawa ng Laguna, Lawa ng Baé) بزرگ‌ترین دریاچه کشور فیلیپین است و از منابع اصلی آب شیرین در فیلیپین به‌شمار می‌آید.
این دریاچه در شرق منطقه کلان‌شهری مانیل و بین استان‌های لاگونا در جنوب و ریزال در شمال قرار گرفته است. آب این دریاچه از طریق رود پاسیگ به خلیج مانیل می‌ریزد.
این دریاچه اب شیرین مساحتی بین ۹۱۱ تا ۹۴۹ کیلومتر مربع دارد و میانگین عمق آن دو متر و ۸۰ سانتی‌متر است. ارتفاع آن حدوداً یک متر بالاتر از سطح دریاست.
شکل دریاچه به حرف W شباهت دارد. در میانه دریاچه جزیره بزرگی به نام تالیم واقع شده‌است.